# Frans Pietersz. de Grebber

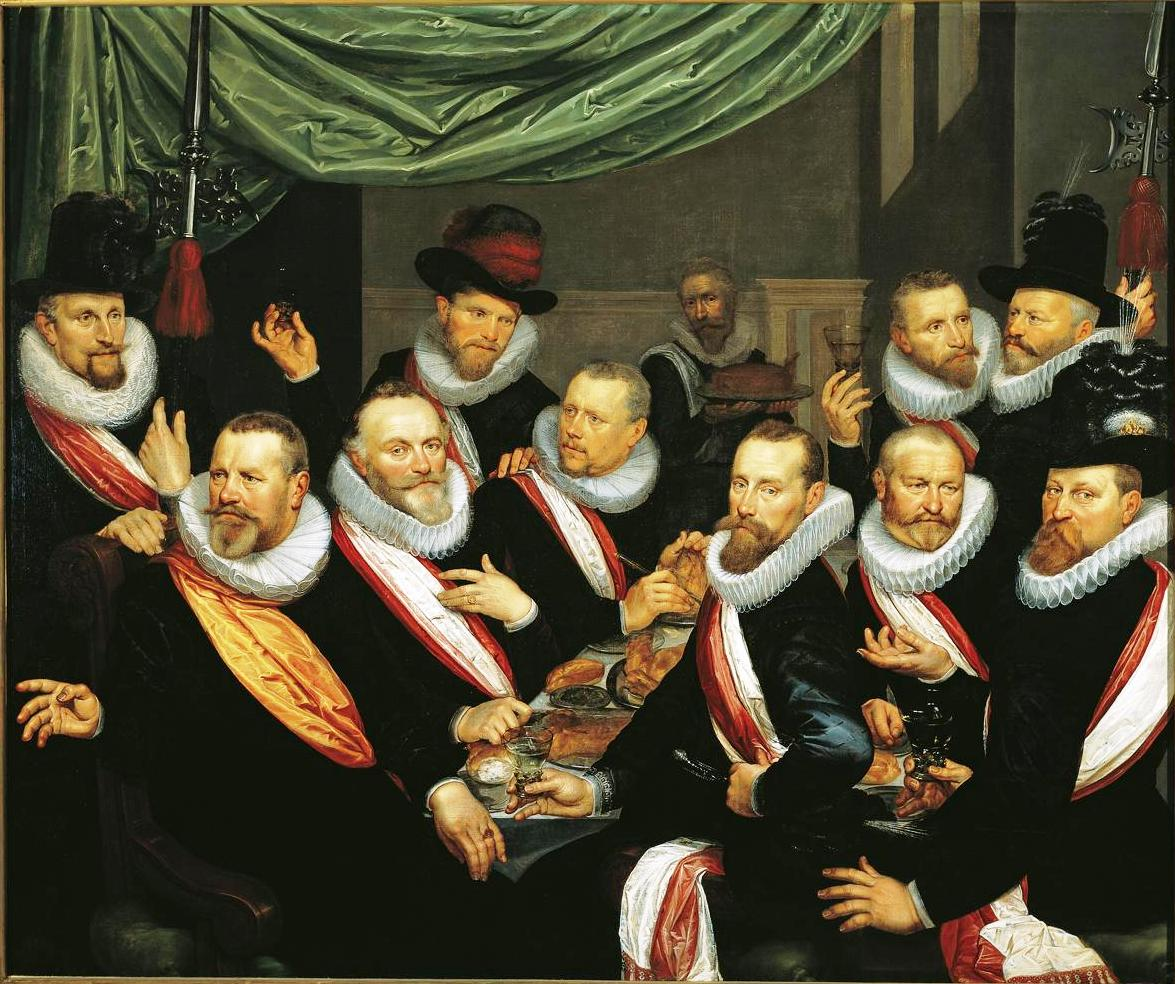
Banquete de oficiales y subalternos de la guardia cívica de San Jorge, 1618, óleo sobre lienzo, 169 x 200 cm, Haarlem, Frans Hals Museum.

Frans Pietersz. de Grebber (Haarlem, 1573-1649) fue un pintor barroco neerlandés. 
Pintor y bordador, fue según Karel van Mander discípulo del paisajista Jacob Savery, aunque él se especializaría en retratos y retratos de grupo. Entre 1594 y 1597 fue miembro de la guardia cívica de San Adrián, que retrató en más de una ocasión, y a partir de 1600 desempeñó cargos de gobierno en la guilda de San Lucas en cuya reorganización tuvo parte activa. Hacia 1599 se casó con Hillegont van Lijnhoven, con quien tuvo diez hijos de los que Pieter, el mayor, María y Albert fueron también pintores. En 1618 viajó con su hijo Pieter a Amberes para tratar con Rubens por encargo del embajador inglés en La Haya. Con importantes encargos oficiales, Grebber gozó de una holgada posición económica, con numerosas propiedades, incluida una finca en Hillegom. Fue enterrado en la iglesia de San Bavón de Haarlem el 6 de marzo de 1649.
Fue también maestro de numerosos pintores entre los que destacarían Peter Lely, Judith Leyster, Pieter Saenredam y sus propios hijos Pieter y María.